# Bechyňové z Lažan

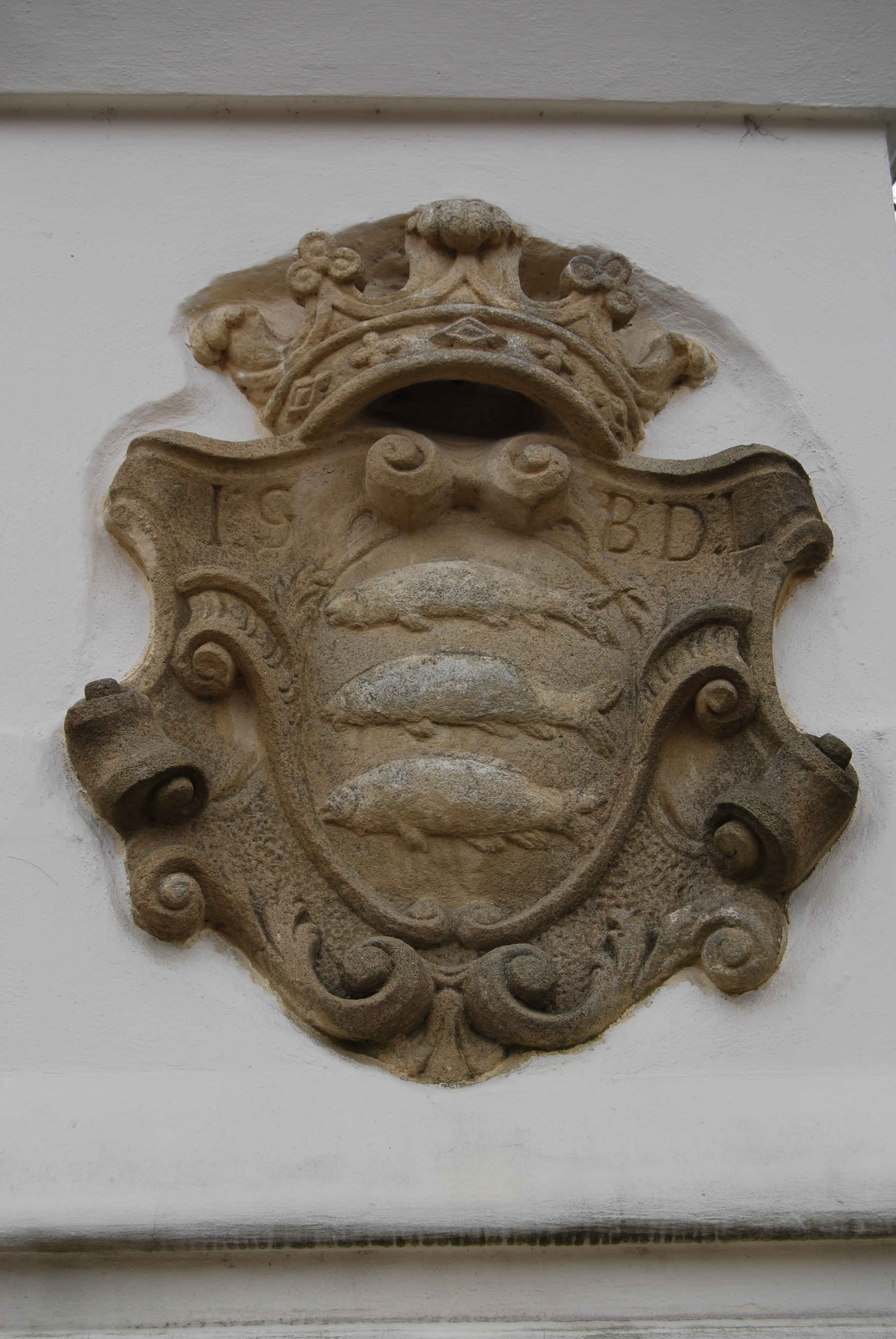
Erb Jana Adama Bechyně z Lažan (1667-1741), majitele osečanského statku z let 1720-1725, na podstavci sochy sv. Jana Nepomuckého v Osečanech, (okres Příbram)

Bechyňové z Lažan (Bechinie z Lažan, něm. Bechinie von Lazan) byli panský, později vladycký a posléze opět panský rod. Svůj původ odvozují od slezského rytířského rodu Žejdliců (též Seidlitz či Seydlitz), od něhož je odvozen i jejich erb.

## Historie rodu
Pocházejí ze slezského Svídnického knížectví a v Čechách se usadili na začátku 15. století.
Jindřich Lefl (původně ze Seidlitz) působil jako důvěrník a komoří krále Václava IV. Postavení u dvora umožnilo Jindřichovi zakoupit mnohé statky, mj. roku 1410 hrad Krakovec s panstvím za 2500 kop od Jíry z Roztok. Pan komoří stál na straně stoupenců reformace a na hradě Krakovci hostil Jana Husa před odjezdem do Kostnice. V roce 1414 obdržel pak Bechyňské panství, po tamním hradu si jeho potomci upravili rodové jméno. Panství rod ale dlouho neudržel a již v roce 1477 jej vnuci Jindřich Burian, Václav a Oldřich prodali pánům ze Šternberka.
Jindřich měl velmi nestálou povahu, nejprve stranil králi, později Husovi, nakonec v roce 1420 bojoval za Zikmunda v bitvě pod Vyšehradem, kde byl smrtelně zraněn a u jeho úmrtního lože stál kališnický kněz.
Jindřich měl syny Hynka a Jana. Hynkovi připadl hrad a panství Krakovec a Janovi panství Bechyně. Po bratrově smrti vysoudil Jan Krakovecké panství, jež v roce 1437 prodal za 2500 kop grošů, a mezi lety 1440 až 1445 svá panství rozšířil o podolskou část Rataje, která byla po jeho smrti roku 1477 rozdělena mezi jeho tři syny. Podolí s tvrzí pustou i celou vsí, mlýn pod Podolím, vsi Rakov a Borovany, dvůr poplužní s dvory kmecími v Ratajích a polovinu městečka Bernartice připadla Burianovi z Lažan a Bechyně. Městečko zůstalo v držení rodu až do roku 1604 a Rataj roku 1594 prodal Petrem z Bechyně.
Koncem 15. století se rod dělí na dvě hlavní větve, podle panství Bernartice a Pičín. Roku 1615 koupil Albrecht Bechyně z Lažan rozsochatecký statek, který byl v roce 1626 pro účast Abrahama Bechyněho z Lažan ve stavovském povstání změněn na manství. V roce 1714 usiloval František Leopold Bechyně, který byl opět povýšen do panského stavu v roce 1712, o stavbu kaple v Rozochatci podle návrhu Jana Blažeje Santiniho. Ke stavbě ale nedošlo.
V roce 1737 byli povýšeni do panského stavu. V 19. století se členové rodu velmi rozmnožili.

## Větve rodu
- Bernartická větev (zakladatel Burian † 1493), rozdělila se na dvě linie:
  - I. linie (zakladatel Jiří Adam (1602–1688))
  - II. linie (zakladatel Jan Jindřich († 1718))
- Podbrdská větev (zakladatel Oldřich † 1515), rozdělila se na čtyři větve:
  - Pičínská (vymřela v 16. století)
  - Bukovská (vymřela v 17. století)
  - Dlouholhotská (vymřela koncem 17. století)
  - Trhové-dušnická, ta se dále rozdělila na dvě větve:
    - Dlouholhotsko-hlubošská (vymřela v 18. století)
    - Rozsochatecká - císař Karel VI. jim 30. května 1712 obnovil povýšení do panského stavu.[5] Na začátku 18. století se rozdělila na 2 linie:
      - Starší linie se sídlem rodu v Rozsochatci
      - Mladší linie žije od poloviny 19. století v Rakousku

## Příbuzenstvo
Sňatky byli spřízněni s Čabelickými ze Soutic, Koci z Dobrše, Kolovraty, Valdštejny a Radeckými z Radče.

## Představitelé rodu
- Jindřich Lefl z Lažan († 1. listopadu 1420 v bitvě pod Vyšehradem), majitel Krakovce, komorník, hejtman vratislavského knížectví
- purkrabí Jan Bechyně z Lažan, manžel Kateřiny Bechyňové z Komárova a na Pěčíně, označované jako česká čachtická paní
- Johana Františka Račínová, majitelka tvrze Loutkov (s manželem Humprechtem Račínem z Račína a na Hrádku)
- rytíř Václav Bechyně z Lažan, majitel hořepnického panství[8]
- Marie Venantie Bechyňová z Lažan (1738–1772), matka maršála Radeckého[9]
- František Leopold Bechyně z Lažan († 1737), hejtman čáslavského kraje
- baron Emanuel Adolf II. Bechyně z Lažan (1894-1966), žil na zámku v Jihlavě; za ukrývání uprchlého vězně byl nacisty uvězněn a později totálně nasazen v Říši; zámek byl na konci války poškozen a po válce zbořen[10]
- baron Emanuel Adolf III. Bechyně z Lažan (1929-2019) i jeho sestra vystudovali lékařství; byl primářem kliniky v Boskovicích a autorem kroniky svého rodu.

## Erb
Stříbrný znak se třemi červenými kapry. Po povýšení do panského stavu byl jejich erb vylepšen o dva štítonoše. Byli to diví muži, vyobrazení nazí s kyjem v ruce a s dubovými věnci kolem hlavy i boků.